# O Diabo (jornal, 1977)
O Diabo é um jornal semanal, publicamente assumido como sendo de direita — sendo a sua orientação política amiúde apelidada como sendo de extrema-direita, principalmente entre os meios da extrema-esquerda —, publicado às sextas-feiras em Portugal. Apesar dessa conotação, o jornal agrega cronistas de várias vertentes ideológicas.
Foi fundado em 10 de fevereiro de 1976 por Maria Armanda Falcão, conhecida pelo pseudónimo Vera Lagoa.
Logo no seu segundo número, no primeiro ano da sua de edição, o jornal foi suspenso por vários meses pelo Conselho da Revolução durante o Processo Revolucionário em Curso, por por “ofensas ao 25 de Abril e às Forças Armadas”. Só retomando a 16 de fevereiro de 1977. Por motivos legais, é esta a data de fundação que aparece atualmente no cabeçalho do jornal impresso.[carece de fontes?]
Nos primeiros exemplares contou com os cartunes de Augusto Cid, que também era o criador do grafismo do jornal.
O Diabo possuía um noticiário vasto, no qual se incluíam desde o comentário político, crítica de cinema (onde se estreou Eurico de Barros) e trabalhos de jornalismo de investigação. 
Em 1982, Marcelo Rebelo de Sousa chegou a escrever para O Diabo, participando no pseudónimo coletivo "Agapinto Pinto".
Com o aparecimento d'O Independente (para o qual Cid se transferiu) e a morte, em 1996, de Vera Lagoa, sucedida na direcção pelo seu marido, José Esteves Pinto, diminui a sua relevância editorial política e quase só era apenas notado pelas crónicas de Alberto João Jardim. Em 2009 o seu chefe de gabinete, João Cristiano Loja, foi forçado a pagar uma multa de 1455 euros, a par de 500 euros de multa pagos por outra funcionária pública, por terem alocado 5535 euros de fundos governamentais, em "despesa ilegal", para pagar um artigo de opinião assinado por Alberto João Jardim n'O Diabo. 
Numa edição saída em janeiro de 2024, contou com um artigo escrito por João Martins, neonazi que em 1997 foi condenado a 17 anos e meio de prisão pelo homicídio de Alcindo Monteiro.
Actualmente O Diabo continua a vender nas bancas tendo no seu leque opiniões regulares e marcantes de: Henrique Neto, ex-deputado socialista e candidato às eleições presidenciais; Nuno da Costa Nata, advogado e Cláudio Fonseca, conceituado podcaster de política no "Podcast Conversa".
O Diabo acompanhou o tempo e actualmente conta com assinaturas digitais, para além da assinatura em papel.